# Spathulibracon
Spathulibracon är ett släkte av steklar. Spathulibracon ingår i familjen bracksteklar.
Kladogram enligt Catalogue of Life:
| Spathulibracon | \| \| Spathulibracon dayi \| \| \| \| \| \| Spathulibracon rugiventris \| \| \| \| |
|                | \| \| Spathulibracon dayi \| \| \| \| \| \| Spathulibracon rugiventris \| \| \| \| |
|                | Spathulibracon dayi                                                                |
|                |                                                                                    |
|                | Spathulibracon rugiventris                                                         |
|                |                                                                                    |